# Катакомбна культура

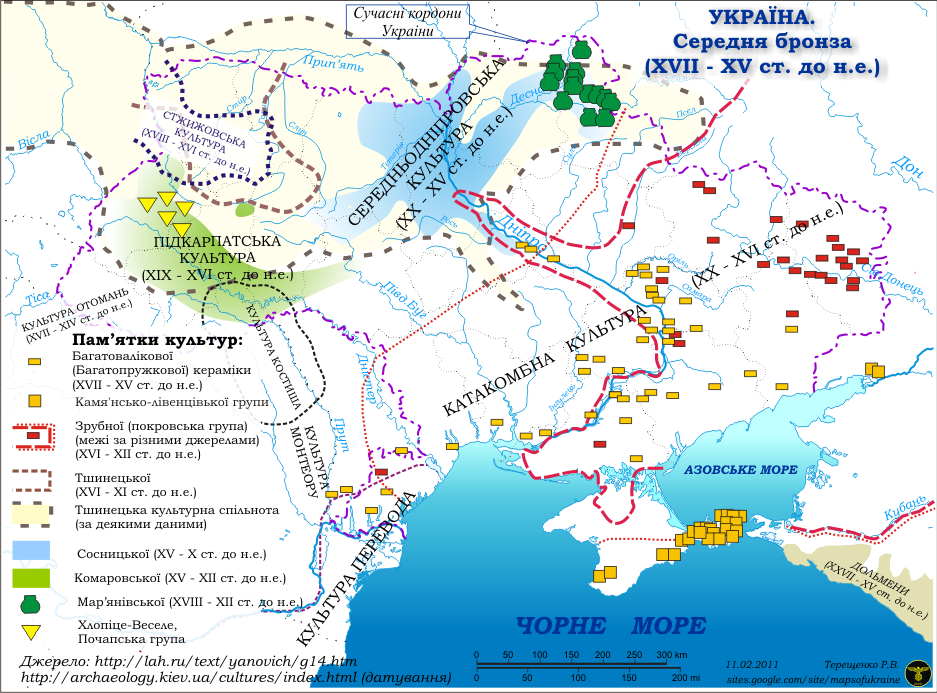

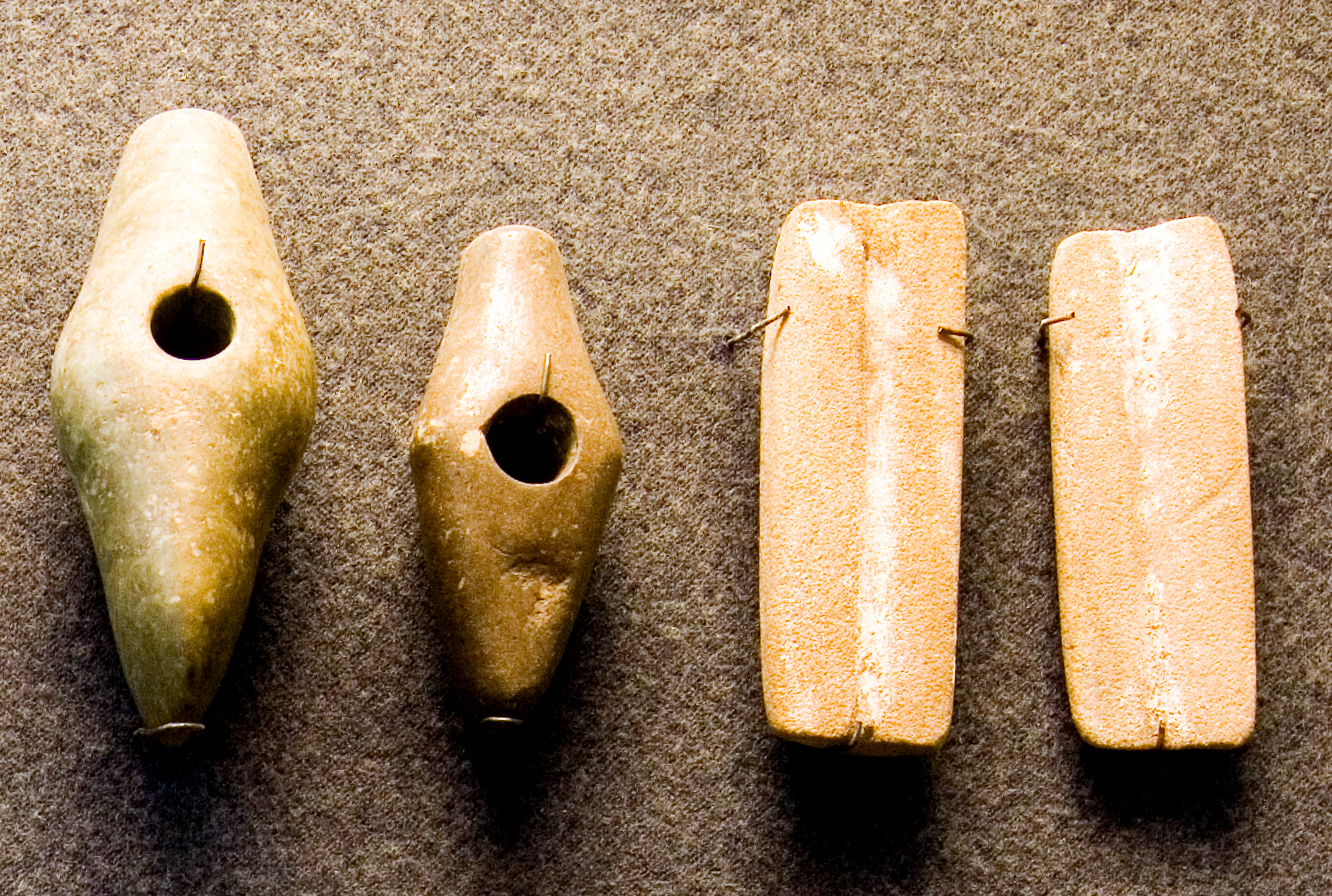
Зразок артефактів катакомбної культури.

Катако́мбна культу́ра — археологічна культура епохи ранньої бронзової доби.
Була розповсюджена в 2700—2000 рр. до н. е. у Північному Причорномор'ї (Східна і Південна Україна), Подонні й Нижньому Поволжі, Північному Кавказі. Більшість сучасних істориків вважає племена Катакомбної культури пращурами індоаріїв.

## Дослідження
Катакомбну культуру вирізнив В. О. Городцов на початку XX ст. Після розкопок в районі середньої течії Сіверського Дінця на початку XX століття В. О. Городцовим було відокремлено ямну та катакомбну культури. Дані культури свої назви отримали за узвичаєним поховальним обрядом. Дослідженням цих культур, а зокрема вивченням катакомбних старожитностей займалися такі російські науковці як Б. О. Латинін, О. О. Кравцова-Гракова, Т. Б. Попова , Л. С. Клейн, С. Н. Братченко, В. Я. Кияшко, О. В. Кияшко, Ю. П. Матвєєв та ін. Українськими фахівцями з катакомбної проблематики є О. Г. Шапошникова, С. С. Березанська, С. Н. Братченко, М. М. Чередниченко, С. М. Санжаров, Г. М. Тощев, Л. А. Черних тощо. В 1955 році вийшла монографія Т. Б. Попової, присвячена цій культурі. В наш час на території України Катакомбну культуру вивчають І. Ф. Ковальова, С. Ж. Пустовалов, Є. Л. Фещенко та інші.

## Походження
Племена Катакомбної культури замінили ямне населення. Більшість дослідників вважають, що катакомбні племена і на Сіверському Дінці і на Подніпров'ї були прийшлими. У наукових колах виникали гострі суперечки з приводу походження катакомбної спільноти. Від часу виокремлення цієї культури одразу почали виникати різні гіпотези, щодо її походження. В. О. Городцов висловлювався за Середземноморське коріння катакомбної культури . В 1930-х роках набула поширення автохтонна гіпотеза походження цієї спільноти. Цієї думки притримувались М. І. Ростовцев, Г. Чайлд, А. П. Круглов, А. П. Подгаєцький, О. О. Кравцова-Гракова, Т. Б. Попова. Частина дослідників притримувалась міграційної гіпотези походження катакомбної спільноти. Так М. І. Артамонов пов'язував походження катакомбної культури з Північним Кавказом . В. О. Фісенко, І. В. Синіцин, У. Є. Ерднієв надавали перевагу Анатолії та Північній Месопотамії. Деякі дослідники вказують на близькосхідні елементи в ідеології катакомбного населення Про відсутність генетичного зв'язку ямних і катакомбних племен свідчать значні відмінності у поховальному обряді та характері кераміки.
Змішані ознаки деяких поховань породили іншу гіпотезу про генетичний зв'язок Катакомбної культури і давньоямної культури. Проте наявність так званих «ямних поховань катакомбного типу», на основі яких обґрунтовували свою схему послідовного перетворення ямної культури в катакомбну А. П. Круглов та Г. В. Подгаєцький, була переконливо спростована Л. С. Клейном . Дослідником було доведено, що зазначена категорія пам'яток завдячує своїм існуванням недосконалій техніці польових досліджень. Варто взяти до уваги, що ще сам В. А. Городцов називав ці поховання «випадковими» та «сумнівними» . Беручи до уваги тогочасні умови дослідження цих пам'яток, ґрунтовно їх дослідивши, Л. С. Клейн прийшов до висновку та переконливо довів, що ці поховання є катакомбами, що не виявлені при розкопках і прийняті за ями. Таким чином, один з головних аргументів, що доводив походження катакомбної культури з ямної, був спростований.

## Локальні варіанти
Виділяють декілька локальних варіантів Катакомбної культури, які іноді трактуються як окремі культури катакомбної культурно-історичної спільності.
Вони розрізняються, головним чином, за типом кераміки, характером орнаменту на посуді, формами катакомб, деякими особливостями знарядь праці.
Серед цих культур:
- азово-дніпровська катакомбна культура (дніпро-азовська культура) — зберігала в кераміці і позах похованих багато звичаїв ямної культури),
- донецька катакомбна культура — показові поховання, скорчені на правому боці, шнурової орнамент на посуді, кубкові форми кераміки,
- західноманицька катакомбна та східноманицька катакомбна культури, (також є об'єднання з волго-дінською у волго-маницьку культуру) — скорчені відповідно на правому і лівому боці поховання; курильниці; ріпоподібний тарний посуд,
- харківсько-воронізька культура (середньодінська катакомбна культура) — є поховання в катакомбах-підбоях; рельєфна Валікова орнаментація посуду,
- батуринська катакомбна культура — поховання розчленованих кістяків; чорнополірована кераміка з рельєфним орнаментом,
- волго-донська катакомбна культура — катакомби-підкладки; кераміка з ялинково-гребінцевим орнаментуванням.

Виділення інших катакомбних культур нерідко викликає серед фахівців розбіжності. На західній і південно-східній периферії катакомбної культури розташовувалися відмінні, перш за все, за обрядом і антропологічним характеристикам населення інгульської катакомбна культура й північнокавказька культура з незвичайними для катакомбної спільності витягнутими похованнями.
У найчистішому вигляді катакомбна культура має місце на Сіверському Дінці. У Подніпров'ї, Приазов'ї і в Криму відчуваються значні впливи ямної культури, а на Маничі — північнокавказької.
Наявність локальних груп свідчить про значну етнографічну строкатість населення цієї культури.

## Опис
Для Катакомбної культури характерні родові селища й курганні могильники (поховання у підкурганних катакомбах, у скорченому положенні на боці, посипані червоною фарбою, що символізує вогонь).
Інвентар: глиняний посуд з орнаментом, нанесеним мотузковими штампами (характер візерунків дозволяє включити Катакомбну культуру у більше широке коло шнурової кераміки культури), кам'яного й бронзового знаряддя й зброя, кістяні й бронзові прикраси.
Племена Катакомбної культури займалися скотарством і землеробством, знали металургію міді й бронзи, вели обмін з навколишніми племенами, особливо із племенами Кавказу, а через них були пов'язані з Передньою Азією, Іраном, Єгиптом. У племен Катакомбної культури був батьківський рід, виникли передумови для майнової диференціації (поховання вождів і родових старійшин відрізняються більше багатим інвентарем). До кінця 3- ї чверті 2- го тис. до н. е. племена Катакомбної культури були витиснуті з Середньої Волги племенами зрубної культури.

## Пам'ятки катакомбної культури в Україні
- у Харківській області: Печеніги, Бупалівка, Сердюкове, Мечебелове, Петрівське, Савинці, Куньє, Воронцівка, Куп'янськ, Піски-Радьківські, Велика Камишуваха, Стратилівка, Кам'янка, Мала Камишеваха,
- у Луганській області: Преображенне, Ковалівка, Новомикільське, Проказине, Петрівське, Нова Астрахань, Петрівка, Войтове, Трьохізбенка, Тополівка, Лисичанськ, Привільне, Гірський, Тошківка, Жолобок, Сокольники, Знам'янка, Пришиб, Фрунзе, Зимогір'я, Говоруха, Олександрівськ, Луганськ, Родакове, Кіровськ, Миколаївка, Стрільцівка, Новоселівка, Благівка, Астахове, Провалля,
- у Донецькій області: Селимівка, Шпаківка, Ковалівка, Святогірськ, Мин'ївський Яр, Черевків, Слов'янськ, Ступки, Радионівка, Кам'янка, Дронівка, Миколаївка, Переїзна, Покровське, Донецьк, Олександрівка, Василівка, Новоселівка, Орловське, Приморське, Маріуполь, Кременівка, Жовтневе,
- у Запорізькій області: Покровське, Осипенко (Бердянськ), Дмитрівка (Бердянського району), Новопилипівка, Терпіння (Аккермень), Троїцьке, Юшанли, Токмак, Заможне, Вільноуланівка, Вільногрушівка, Златопіль, Дніпрорудне, Михайлівка, Балки, Велика Білозерка, Первомайське, Попівка, Менчикури,
- у Полтавській області: Лубни, Жовнине,
- у Черкаській області: Адамівка, Новогригорівка,
- у Дніпропетровській області: Мишурин Ріг, Петриківка, Могилів, Верхня Маївка, Перещепине, Минівка, Підпорожнє, Стрільча Скеля, Перун, Виноградний, Дурна Скеля, Кривий Ріг, Опанасьєве, Нікополь, Вищетарасівка, Хмельницький, Кут, Грушівка, Мар'янське, Золота Балка, Гаврилівка, Леонтьєвка, Осокорівка, Філатівка,
- у Херсонській області: Орлянка, Велика Іллінка, Тавричанка, Вільна Україна, Костогризове, Семенівка, Роздільне, Новокаменка, Любимівка, Василівка, Софіївка, Львовів, Антонівка, Білозерка, Олешки, Новочорномор'я, Шевченко, Широке, Красне, Чаплинка, Бабенкове, Першокостянтинівка, Сергіївка, Новотроїцьке,
- у Криму: Цілинне, озеро Старе, Танкове, Рисове, Болотне, Мартинове, Чкалове, Колоски, Комінтернове, Чорний Камінь, Новогірський, Астанине, Леніне,
- у Миколаївській області: Снігурівка, Привільне, Пелагіївка, Майорівка, Новорозанівка, Антонівка, Баратівка, Старогороженове, Костянтинівка, Булгакове, Відрадне, Піски, Касперо-Миколаївка, Христофорівка, Петропавлівка, Новогригорівка, Калинівка, Нова Одеса, Новопетрівка, Покровка, Ковалівка, Матвіївка, Жовтневе, Лимани, Лупареве, Іванівка, Щасливе, Яблуня, Кам'янка,
- у Одеській області: Одеса, Монаши, Нерушай, Глибоке.[2]

## Пам'ятки катакомбної культури в Росії
- у Ростовській області: Усмань, Алітуб, Койсуг, Кулешівка, Новочеркаськ, Грушівка, Великий Мишкин, Аксай, Ростов-на-Дону, Левенцівка, Каратаєве, Мокрий Чалтир, Недвигівка, Лакедемонівка, Руський Колодязь, Таганріг, Куйбишеве,
- у Воронізькій області: Латне, Нижня Ведуга, Кондрашівка, Павловськ, Вільхуватка, Розсош,
- у Білгородській області: Шелаєве, Уразове, Герасимівка.[2]

## Знахідки

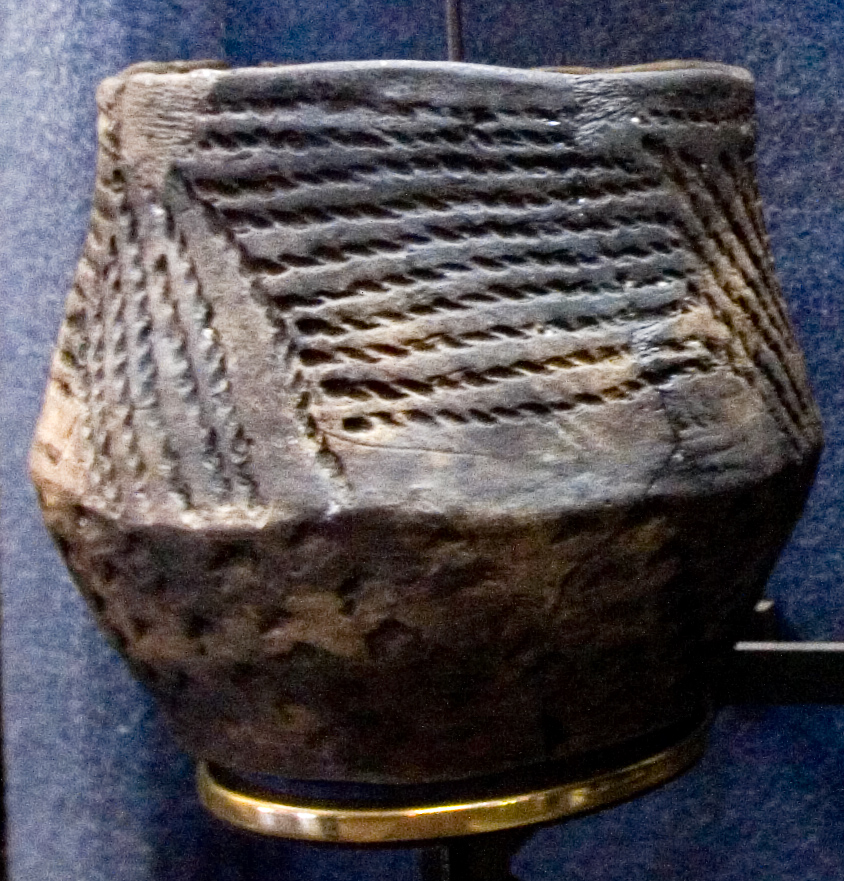
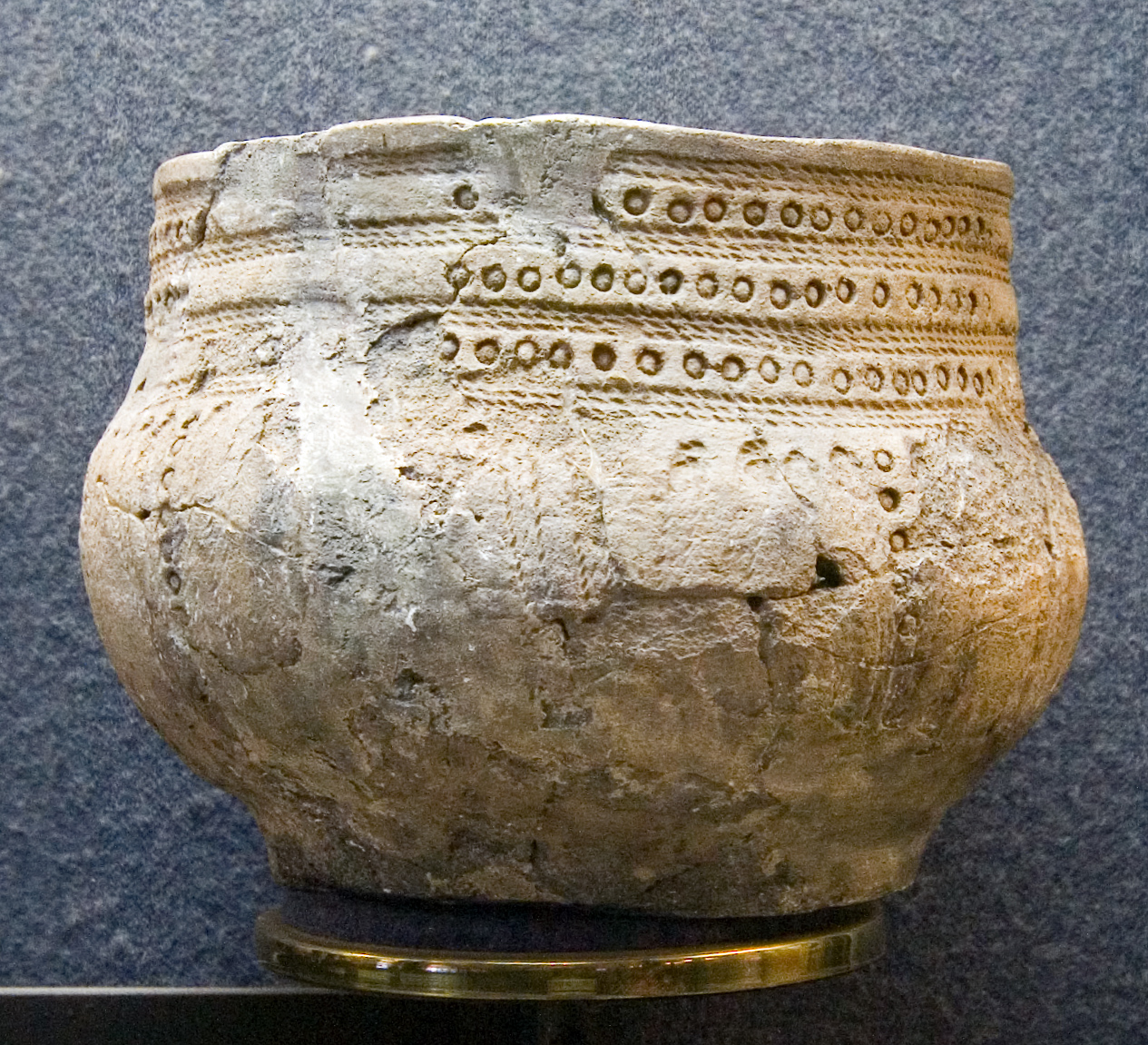
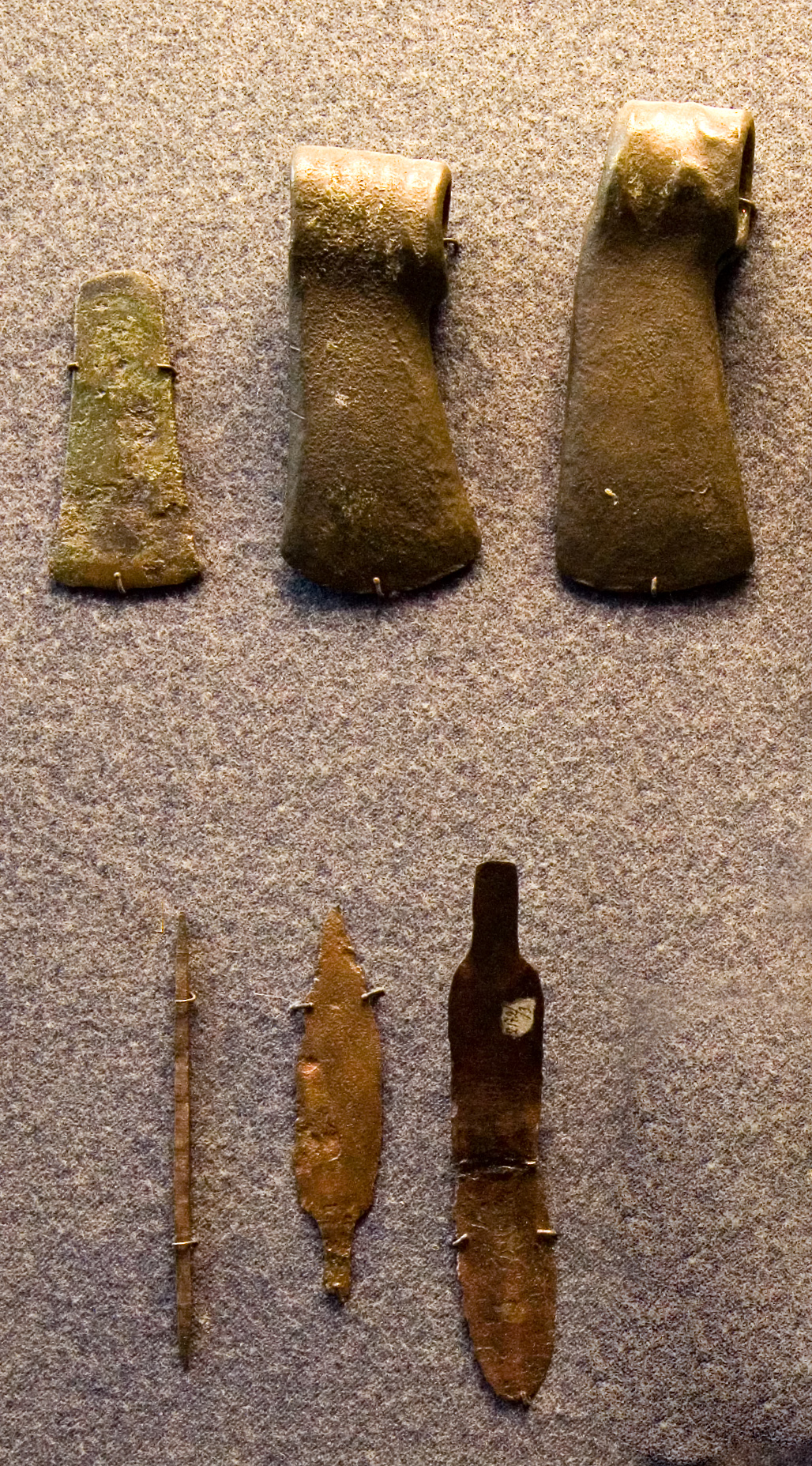
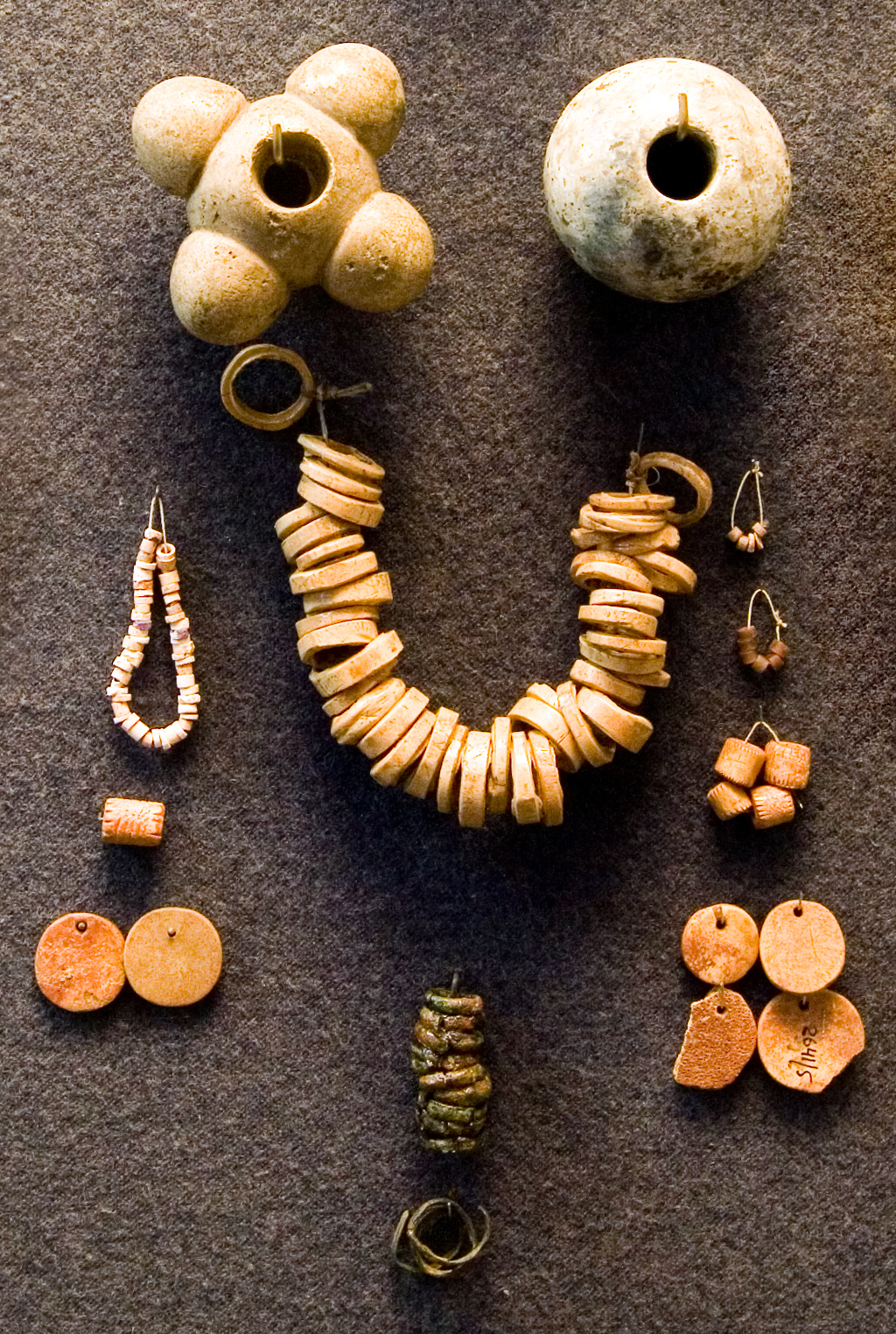